# Грінвуд Тауншип (округ Клірфілд, Пенсільванія)
Грінвуд Тауншип (англ. Greenwood Township) — селище (англ. township) в США, в окрузі Клірфілд штату Пенсільванія. Населення — 366 осіб (2020).

## Демографія
Згідно з переписом 2010 року, у селищі мешкали 372 особи в 159 домогосподарствах у складі 116 родин. Було 304 помешкання
Расовий склад населення:
| - 98,1 % — білих - 0,8 % — чорних або афроамериканців |

До двох чи більше рас належало 1,1 %. Частка іспаномовних становила 0,0 % від усіх жителів.
За віковим діапазоном населення розподілялося таким чином: 16,7 % — особи молодші 18 років, 65,8 % — особи у віці 18—64 років, 17,5 % — особи у віці 65 років та старші. Медіана віку мешканця становила 48,3 року. На 100 осіб жіночої статі у селищі припадало 105,5 чоловіків;  на 100 жінок у віці від 18 років та старших — 108,1 чоловіків також старших 18 років.
Середній дохід на одне домашнє господарство  становив 53 133 долари США (медіана — 39 583), а середній дохід на одну сім'ю — 58 402 долари (медіана — 50 250). За межею бідності перебувало 20,5 % осіб, у тому числі 41,4 % дітей у віці до 18 років та 10,4 % осіб у віці 65 років та старших.
Цивільне працевлаштоване населення становило 162 особи. Основні галузі зайнятості: освіта, охорона здоров'я та соціальна допомога — 21,0 %, транспорт — 12,3 %, сільське господарство, лісництво, риболовля — 11,7 %, мистецтво, розваги та відпочинок — 11,1 %.